# Есергепов, Рамазан Тахтарович
Есергепов, Рамазан Тахтарович (каз. Рамазан Есіргепов) — осужденный казахстанский журналист, чей арест вызвал международную озабоченность по поводу свободы средств массовой информации в Республике Казахстан. До своего ареста он был редактором Алма-Ата Инфо.

## Личная жизнь
Есергепов женат на Раушан Есергеповой.

## Карьера
1978-1991- работал в горно-металлургических комбинатах Карагандинской и Восточно-Казахстанской областей, совмещая работу с комсомольской деятельностью.
1991-1992- генеральный директор ТОО «Тох-Нур»
1992—1993 — вице-президент Акционерной производственной корпорации «Огнеупор»
1993-1994- заместитель генерального директора АООТ «Алматыметрострой»
1994—1995 — президент ЗАО «Казметроконтракт»
1996—2004 годы — главный редактор одной из первых независимых газет Казахстана «Начнем с понедельника».
2004—2010 годы — создатель, собственник и главный редактор республиканской независимой газеты «Алма-Ата ИНФО».
С 6 января 2009 года в тюремном заключении за профессиональную деятельность.
14 мая 2017 года в поезде Алматы - Астана двое неизвестных нанесли  три удара острым предметом в живот. 
Есергепов основал Алма-Ата Инфо в 2005 году. В 2006 году в газете было предъявлено обвинение по статье 342 Административного кодекса за предполагаемое нарушение закона о средствах массовой информации, а именно, Алматинский  городской совет утверждал что газета изменила свою тематическую направленность, но не удалось зарегистрировать изменения в правительстве.
Газета столкнулись с максимальным штрафом в размере 206 000 тенге (примерно US $ 1600). Есергепов считает, что реальная причина для обвинения было местью за критические статьи о власти.
В ноябре 2008 года Есергепов опубликовал статью под названием «Кто управляет страной: президент или КНБ?» показывая часть частной переписки с начальником Жамбылского областного департамента  Комитет национальной безопасности.